# بلانت (داکوتای جنوبی)
بلانت(به انگلیسی: Blunt) شهری در ایالت داکوتای جنوبی کشور ایالات متحده آمریکا است که جمعیت آن در سرشماری سال ۲۰۱۰ میلادی، ۳۵۴ نفر بوده‌است.